# Chédli Neffati
 (octobre 2024).
Si vous disposez d'ouvrages ou d'articles de référence ou si vous connaissez des sites web de qualité traitant du thème abordé ici, merci de compléter l'article en donnant les références utiles à sa vérifiabilité et en les liant à la section « Notes et références ».
Chédli Neffati (arabe : الشاذلي النفاتي), né le 15 mars 1946 à Gabès, est un diplomate et homme politique tunisien.

## Biographie
Neffati milite dans sa jeunesse dans les rangs des étudiants destouriens et de la jeunesse destourienne. Il est aussi actif dans les chambres économiques techniques. Diplômé en droit privé, il obtient un certificat d'aptitude à la profession d'avocat. Il est aussi diplômé de l'École nationale d'administration de Tunis.
Il commence sa carrière dans le secteur public et devient délégué principal puis secrétaire général du gouvernorat de Kairouan. En juin 1982, il devient gouverneur de Kairouan puis de Béja en juillet 1984. Il est ensuite nommé directeur général des affaires régionales au ministère de l'intérieur en août 1987.
Avec l'avènement au pouvoir du président Zine el-Abidine Ben Ali, le 7 novembre 1987, il devient l'un des personnages clés du régime et occupe de très hautes fonctions : secrétaire d'État auprès du ministre de l'intérieur en décembre 1987 puis secrétaire d'État chargé de la Sûreté nationale en avril 1988 avant de devenir ministre de l'Intérieur au mois de novembre de la même année. Désigné le 3 mars 1990 comme ministre de la Justice, il est nommé le 20 février 1991 comme secrétaire général du Rassemblement constitutionnel démocratique (RCD). Il conserve ce poste jusqu'en juin 1996, lorsqu'il devient ministre des Affaires sociales.
En janvier 2001, il prend la tête du Conseil économique et social puis réintègre le gouvernement le 27 avril 2002 en tant que ministre des Affaires sociales et de la Solidarité (il est assisté d’une secrétaire d’État, Najeh Belkhiria Karoui). Il quitte définitivement le gouvernement en janvier 2005 pour partir au Caire en tant qu'ambassadeur de Tunisie. Il rentre à Tunis pour occuper le poste de secrétaire général adjoint de la Ligue arabe (président du centre de Tunis) pour un mandat de cinq ans à compter du 2 janvier 2007.
Membre du comité central du RCD à l'issue de quatre congrès successifs, ceux de 1988, 1993, 1998 et 2003, il en devient aussi membre du bureau politique du 5 novembre 1988 au 25 juin 1996 puis du 18 novembre 1999 au 10 novembre 2004.

## Distinctions
Neffati est officier de l'Ordre de l'Indépendance et grand officier de l'Ordre de la République et de l'Ordre du 7-Novembre.